# Ibolyáslemezű pókhálósgomba
Az ibolyáslemezű pókhálósgomba (Cortinarius ionophyllus) a pókhálósgombafélék családjába tartozó, Európában és Észak-Amerikában honos, savanyú talajú fenyvesekben élő, nem ehető gombafaj. 

## Megjelenése
Az ibolyáslemezű pókhálósgomba kalapja 2,5-6 cm széles, alakja domború, majd laposan kiterül, közepe kissé bemélyedhet. Felszíne száraz, fiatalon sűrűn szálas-bolyhos, később szálas, közepén kis, szélén nagyobb pikkelyekkel. Színe eleinte középen barnás, szélén szürkés; később barna, mogyoróbarna, a közepén sötétebb. 
Húsa lilás, a lemezek fölött sötétebb, a tönk tövében barnássárga. Szaga retekre, fűre vagy mohára emlékeztet, íze édeskés.  
Némileg ritkás, vastag lemezei tönkhöz nőttek. Színük fiatalon sötétibolyás vagy bor-agyagszínű, idősen fahéjbarnák.
Tönkje 6-8 cm magas és 0,7-1,2 cm vastag. Alakja egyenletesen hengeres vagy a tönkje kissé megvastagodott. Színe lilás. A fiatal lemezeket védő fehéres-okkeres, pókhálószerű burok a tönkre tapadhat. 
Spórapora rozsdabarna. Spórája ellipszis alakú, kissé szemölcsös, mérete 8-11 x 5,3-6,7 µm.0

### Hasonló fajok
A szagos pókhálósgomba és a színestönkű pókhálósgomba hasonlíthat hozzá. 

## Elterjedése és termőhelye
Európában és Észak-Amerikában honos. 
Fenyvesekben található meg, inkább savanyú talajon. Nyáron és ősszel terem. 

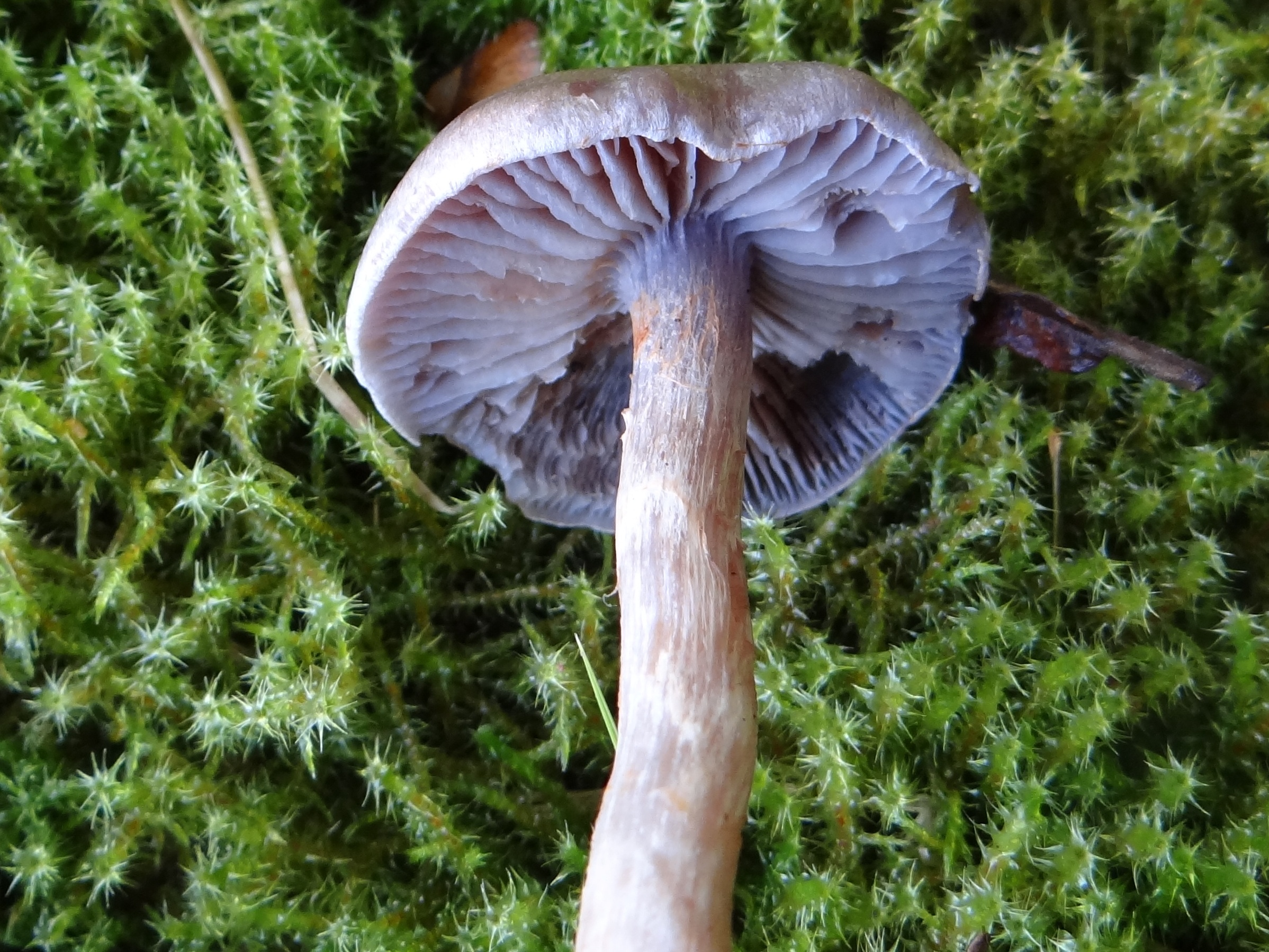
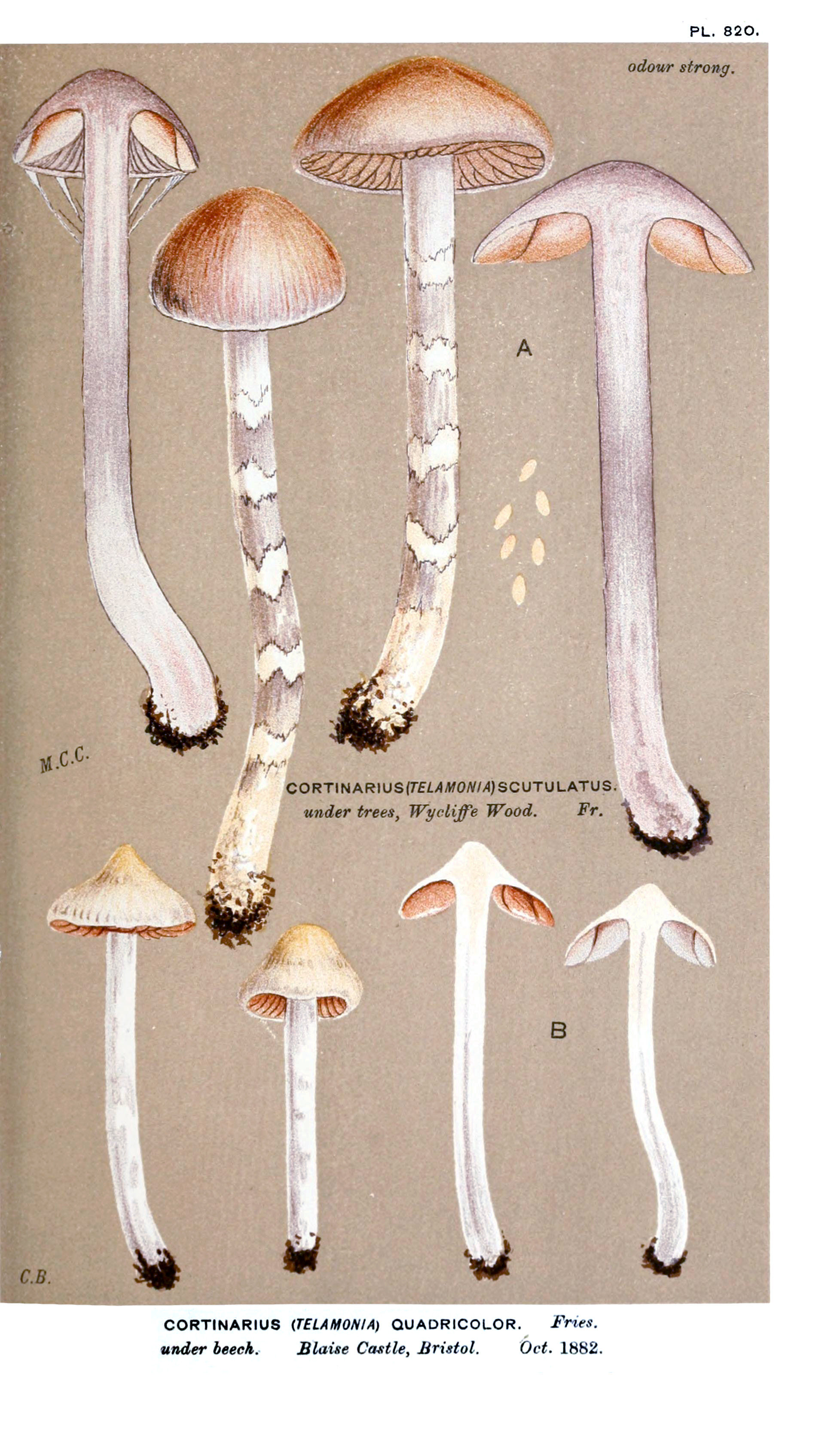

Nem ehető.  